# Aghabadji Rzayeva
Pour les articles homonymes, voir Rzayeva.
Aghabadji Rzayeva  (Ağabacı İsmayıl qızı Rzayeva en azéri), née le 15 décembre 1912 à Bakou et morte le 5 juillet 1975 dans la même ville, est une compositrice de nationalité azerbaïdjanaise et de citoyenneté soviétique, artiste émérite de l’Azerbaїdjan.

## Biographie
Aghabadji Rzayeva  vient d’une famille de musiciens ; son père, Ismail Rzayev, était un célèbre interprète de chansons folkloriques sur tar dans les années 1930-1940 ; son grand-père paternel, Mirza Faradj Rzayev, était un célèbre joueur de tar.
Le compositeur bien connu de ces années Uzeyir Hadjibeyov, ami de sa famille, conseille d’inscrire Agabadji Rzayeva à l’école de musique.

## Études
En 1930, Aghabadji Rzayeva est diplômée de l'école technique pédagogique de Bakou et en 1940, elle est diplômée de l'école de musique dans la classe du tar de Seyid Rustamov.
En 1938, Aghabadji Rzayeva participe à la Décennie de l'art azerbaïdjanais à Moscou. Le premier morceau de musique important de Rzayeva est la "Marche patriotique" écrite en 1941 pour l'orchestre d'instruments folkloriques. Uzeyir Hajibeyov l’invite à poursuivre ses études au conservatoire. Ainsi, de 1941 à 1947, A. Rzayeva fait ses études au Conservatoire d'Azerbaïdjan dans la classe de composition d'Uzeyir Hadjibeyov.

## Carrière
En 1935-1944, Rzayeva est joueuse de tar dans l'orchestre d'instruments folkloriques azerbaïdjanais et est également la rédactrice musicale exécutive de la radio azerbaïdjanaise.
Aghabadji Rzayeva est l'auteur d'un certain nombre de chansons et de romances. Elle a également composé la comédie musicale "Ne discute pas" en 1965, une pièce pour le quatuor à cordes de l'orchestre d'instruments folkloriques. De plus, Rzayeva crée sept romances sur les œuvres de Nassimi et plusieurs chansons écrites sur les paroles de célèbres poètes classiques et modernes et achugs. La plupart des chansons sont dédiées aux enfants. Les chanteurs éminents azerbaïdjanais tels que Bulbul, Rachid Behbudov, Chovket Alakbarova, Lutfiyar Imanov avaient interprété ses œuvres.
En 1960, A.Rzayeva reçoit le titre d'Artiste émérite de la RSS d'Azerbaïdjan, ainsi que l’Ordre du Drapeau rouge du travail et l'Insigne d'honneur en 1972 à l'occasion de son 60e anniversaire.